# Clyde Sefton
Clyde Sefton (né le 20 janvier 1951 à South Purrumbete) est un coureur cycliste australien. Lors des Jeux olympiques de 1972, il remporte la médaille d'argent de la course en ligne. Il est médaillé d'or de la course en ligne des Jeux du Commonwealth de 1974. Après avoir participé aux Jeux olympiques de 1976 et remporté le championnat d'Australie sur route amateurs cette année-là, il est professionnel de 1977 à 1983. Il est notamment champion d'Australie sur route en 1983 et remporte cette année le Herald Sun Tour.

## Palmarès
- 1972
  -  Médaillé d'argent de la course en ligne des Jeux olympiques
- 1973
  - Lester Young Memorial
  - Tour d'Écosse :
    - Classement général
    - 3e étape
- 1974
  -  Médaillé d'or de la course en ligne des Jeux du Commonwealth
  - Coppa della Pace
  - 6e (contre-la-montre) et 10eb étapes du Baby Giro
  - Coppa della Pace
  - 2e du Trofeo Carteuropa
- 1975
  - Florence-Viareggio
  - Trophée Nicola Pistelli
  - 2e de Bassano-Monte Grappa
- 1976
  -  Champion d'Australie sur route amateurs
  - Gran Premio Ezio Del Rosso
- 1978
  - 3ea et 7ea étapes du Herald Sun Tour
  - 2e du Tour de Romagne
  - 2e du Tour du Piémont
  - 2e du Herald Sun Tour
  - 10e de Milan-San Remo
- 1979
  - 6eb étape du Herald Sun Tour
- 1980
  - Six Jours de Melbourne (avec Peter Delongville)
- 1981
  -  Champion d'Australie sur route
  - Herald Sun Tour :
    - Classement général
    - 9e, 10e (contre-la-montre), 12e et 21e étapes
- 1982
  - 4e et 8e étapes du Herald Sun Tour
  - 2e du Herald Sun Tour
- 1983
  - 2ea, 2ec, 3eb, 5ea et 6eb étapes des Griffin 1000 West
  - 1re, 7e et 17e étapes du Herald Sun Tour
  - 2e du championnat d'Australie sur route
  - 2e des Griffin 1000 West

## Résultats sur les grands tours

### Tour d'Italie
2 participations 
- 1977 : abandon (13e étape)
- 1979 : abandon (17e étape)